# 1431
| 1431               |
| ------------------ |
| Dødsfald - Fødsler |
|                    |

| Gregoriansk kalender | 1431 MCDXXXI            |
| Ab urbe condita      | 2184                    |
| Armensk kalender     | 880 ԹՎ ՊՁ               |
| Kinesiske kalender   | 4127 – 4128 庚戌 – 辛亥 |
| Etiopisk kalender    | 1423 – 1424             |
| Jødisk kalender      | 5191 – 5192             |
| Hindukalendere       |                         |
| - Vikram Samvat      | 1486 – 1487             |
| - Shaka Samvat       | 1353 – 1354             |
| - Kali Yuga          | 4532 – 4533             |
| Iransk kalender      | 809 – 810               |
| Islamisk kalender    | 834 – 835               |

Konge i Danmark: Erik 7. af Pommern 1396-1439
Se også 1431 (tal)

## Begivenheder
- 30. maj - Jeanne d'Arc brændes på bålet i Rouen efter at være blevet dømt som heks og kætter
- 15. december – Henrik 6. af England krones som konge af Frankrig i Paris[1]

## Født
- 1. januar – Alexander 6., spanskfødt pave. (død 1503)

## Dødsfald
- 30. maj – Jeanne d'Arc, fransk helgeninde (født 1412)